# Ignacio Pro
Ignacio Pro fue un abogado y político peruano. 
Fue miembro del Congreso Constituyente de 1822 por el departamento del Cusco. Dicho congreso constituyente fue el que elaboró la primera constitución política del país.